# رومن و لیتلفیلد
رومن و لیتلفیلد (انگلیسی: Rowman & Littlefield) یک انتشارات مستقل است که در سال ۱۹۴۹ تأسیس شده‌است. تحت چندین اثر، این شرکت کتاب‌های علمی را برای بازار کتاب‌های فرهنگی و همچنین کتاب‌های تجاری ارائه می‌دهد. این شرکت همچنین مالک شرکت پخش کتاب ملی کتاب مستقر در لانام، مریلند لانهام-سابروک، مریلند است.